# Konfrontacje Filmowe

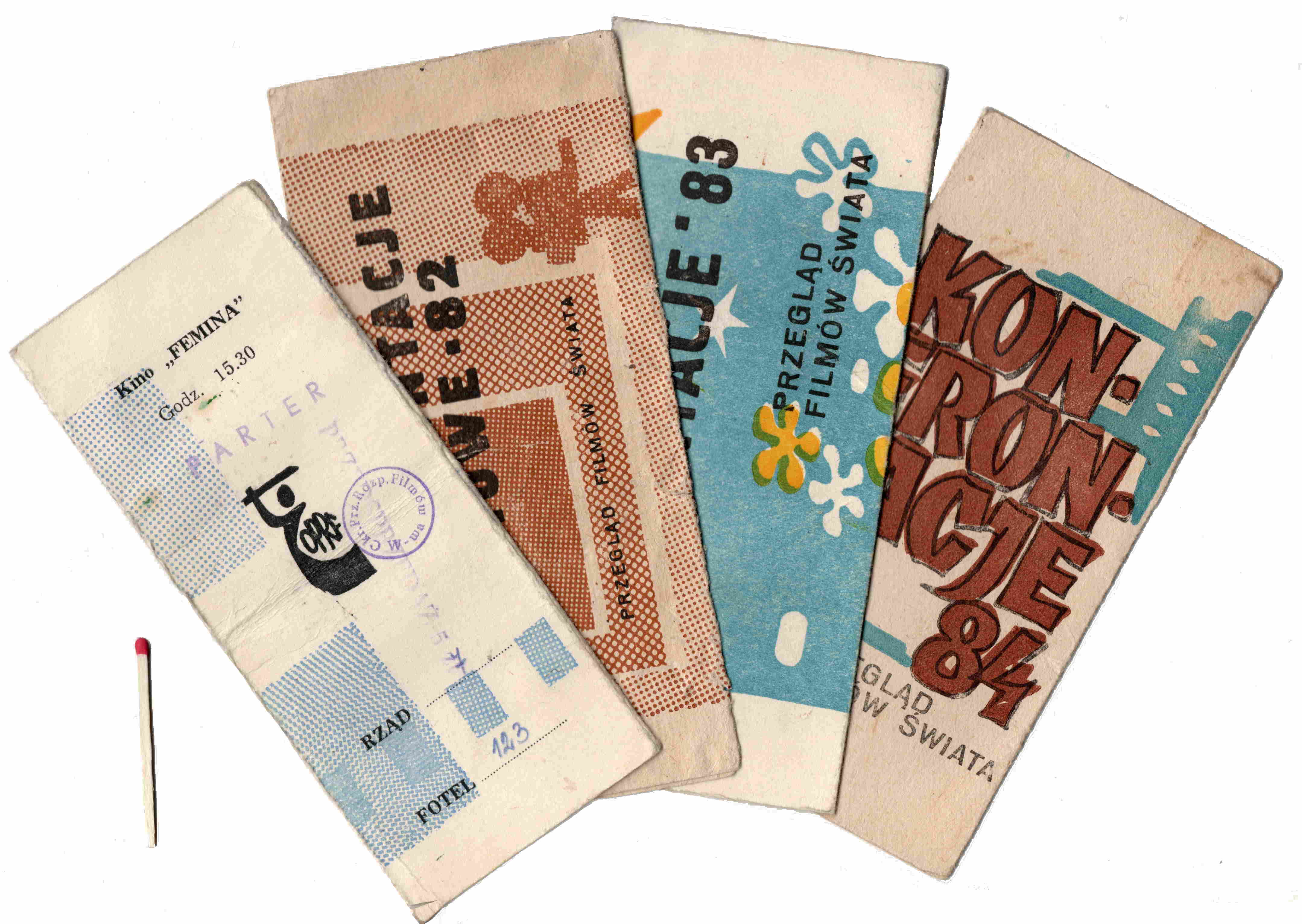
Karnety na Konfrontacje do warszawskich kin „Femina” (1981) i Skarpa (1982–1984)

Konfrontacje Filmowe – przegląd najnowszych i najważniejszych filmów organizowany w czasach PRL-u i przez pierwsze lata wolnej Polski, na którym pokazywano filmy niedostępne w ramach regularnego repertuaru ówczesnych kin, w tym te nagrodzone na prestiżowych festiwalach międzynarodowych.

## Historia imprezy
Konfrontacje rozpoczęły się w 1958 roku pod nazwą Festiwal Festiwali Filmowych, w latach 60. XX wieku przemianowane zostały na Konfrontacje Filmowe. Z początku odbywały się tylko w Warszawie, w latach 70. i 80. XX wieku w takich kinach jak „Skarpa”, „Relaks”, „Moskwa” czy „Femina”. Później dotarły również do innych miast. W 1993 roku odbyły się po raz ostatni.
Konfrontacje stwarzały społeczeństwu, żyjącemu za żelazną kurtyną, okazję do obejrzenia najnowszych ambitnych filmów świata zachodniego. Przez lata zagościły na nich obrazy takich reżyserów, jak Ingmar Bergman (Z życia marionetek z 1980), Francis Ford Coppola (Rozmowa z 1974), Federico Fellini, Werner Herzog (Stroszek z 1976), Stanley Kubrick (Mechaniczna pomarańcza z 1971), Pier Paolo Pasolini, Ken Russell (Diabły z 1971), François Truffaut, Steven Spielberg (np. Szczęki z 1975). Dla równowagi program uzupełniano rodzimymi produkcjami i obrazami z innych krajów Bloku wschodniego.

### Reaktywacja
W 2022 roku Gutek Film reaktywował Konfrontacje, organizując je w 24 kinach studyjnych w dniach 9–18 września 2022.

## Edycje festiwalu

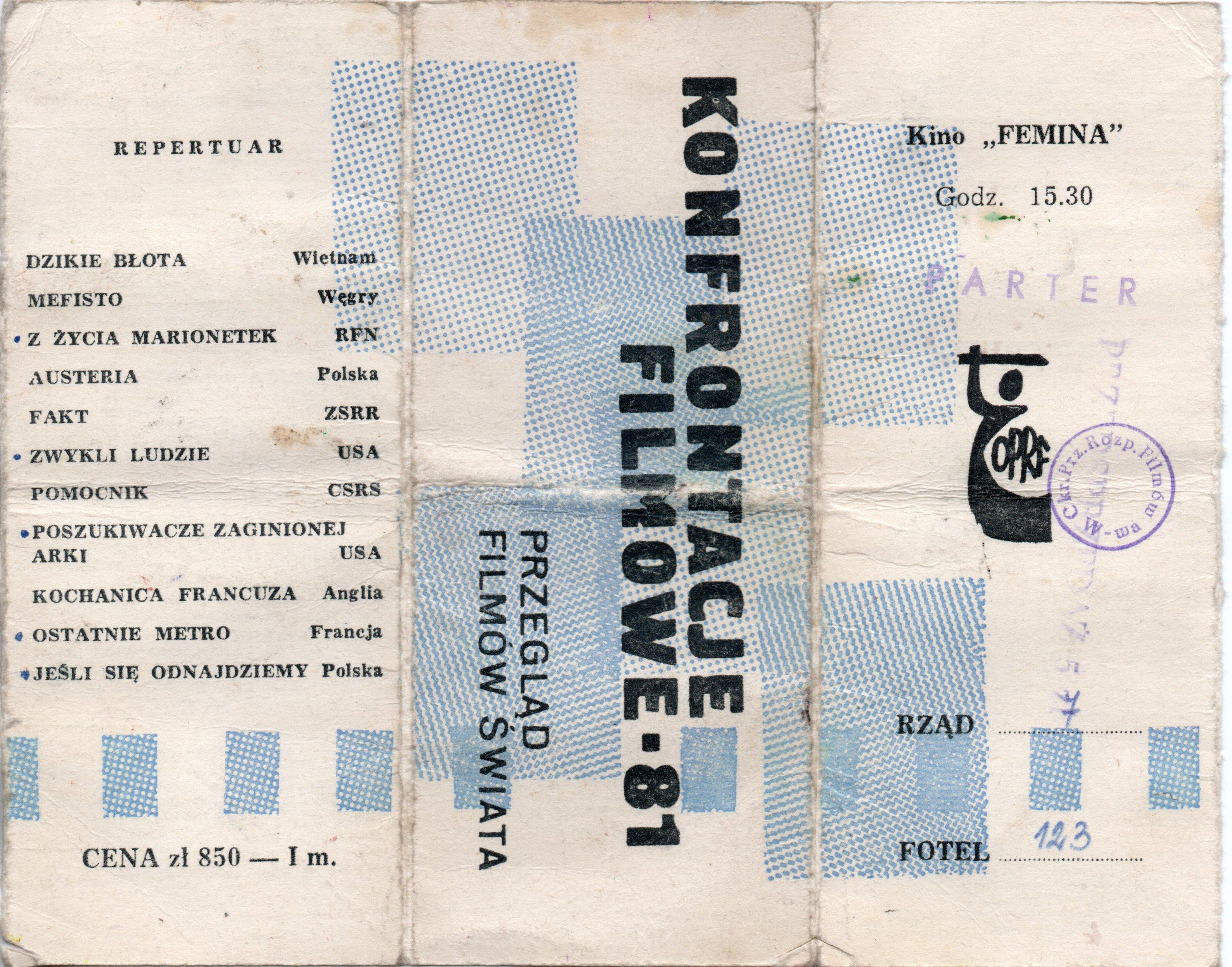
Jedna strona karnetu na Konfrontacje 1981 roku do kina Femina; widać ślady po oderwanych biletach na poszczególne filmy

Program Konfrontacji 1981 roku obejmował następujące filmy:
- Dzikie Błota, Wietnam
- Mefisto, Węgry, Austria, RFN
- Z życia marionetek, Szwecja, RFN
- Austeria, Polska
- Fakt, ZSRR
- Zwykli ludzie, Stany Zjednoczone
- Pomocnik, Czechosłowacja
- Poszukiwacze zaginionej Arki, Stany Zjednoczone
- Kochanica Francuza, Wielka Brytania
- Ostatnie metro, Francja
- Jeśli się odnajdziemy, Polska